# Van Vliet-EBH Elshof/2008
Samenstelling van de Van Vliet-EBH Advocaten-wielerploeg in 2008:
| Naam                   | Geboortedatum | Nationaliteit | Ploeg 2007                |
| ---------------------- | ------------- | ------------- | ------------------------- |
| Thijs van Amerongen    | 18-07-1986    | Nederland     | Van Vliet-EBH Advocaten   |
| Ivor Bruin             | 03-11-1980    | Nederland     | B&E Koopmans Cycling Team |
| Rikke Dijkxhoorn       | 05-01-1986    | Nederland     | Van Vliet-EBH Advocaten   |
| Johnny Hoogerland      | 13-05-1983    | Nederland     | Van Vliet-EBH Advocaten   |
| Roel Egelmeers         | 22-05-1977    | Nederland     |                           |
| Jarno Gmelich Meijling | 21-06-1989    | Nederland     | Neoprof                   |
| Stefan Huizinga        | 20-08-1984    | Nederland     | Van Vliet-EBH Advocaten   |
| Dennis Kreder          | 20-02-1987    | Nederland     | Unibet.com                |
| Joost van Leijen       | 20-07-1984    | Nederland     | Van Vliet-EBH Advocaten   |
| Manman van Ruitenbeek  | 21-03-1987    | Nederland     | Van Vliet-EBH Advocaten   |
| Bram Schmitz           | 23-04-1977    | Nederland     | Van Vliet-EBH Advocaten   |
| Bas Stamsnijder        | 29-11-1989    | Nederland     | Neoprof                   |
| Lars Vierbergen        | 21-03-1988    | Nederland     | Van Vliet-EBH Advocaten   |
| Maurice Vrijmoed       | 08-12-1988    | Nederland     | Van Vliet-EBH Advocaten   |
| Jeffrey Wiersma        | 20-04-1987    | Nederland     |                           |
| Ronan van Zandbeek     | 27-09-1988    | Nederland     | Van Vliet-EBH Advocaten   |

2003 · 2004 · 2005 · 2006 · 2007 · 2008 · 2009 · 2010 · 2011 · 2012 · 2013